# Suchedniów
Suchedniów – miasto w woj. świętokrzyskim, w powiecie skarżyskim, położone na Płaskowyżu Suchedniowskim. Jest siedzibą miejsko-wiejskiej gminy Suchedniów. W latach 1975–1998 miasto administracyjnie należało do woj. kieleckiego.
Na terenie miasta znajduje się podstrefa Specjalnej Strefy Ekonomicznej Starachowice, obejmująca obszar 6,7 ha i zagospodarowana w 100%.

## Położenie
Suchedniów leży w historycznej Małopolsce, w dawnej ziemi sandomierskiej, w północnej części województwa świętokrzyskiego, w powiecie skarżyskim. Miasto położone jest pośród lasów Puszczy Świętokrzyskiej.
Przez miasto prowadzi droga krajowa nr 7 o statusie drogi ekspresowej S7 od Gdańska do Rabki-Zdroju oraz droga wojewódzka nr 751 (poprzez Góry Świętokrzyskie do Ostrowca Świętokrzyskiego). Przez miasto przebiega także linia kolejowa nr 8 Warszawa Zachodnia – Kraków Główny. Na terenie miasta znajduje się stacja kolejowa Suchedniów i dwa przystanki kolejowe: Suchedniów Północny i Berezów.
W grudniu 2013 r. przy S7 uruchomiono pierwsze w województwie miejsce obsługi podróżnych – Suchedniów Zachód.

## Turystyka i rekreacja
Suchedniów jest punktem początkowym niebieskiego szlaku turystycznego do Berezowa oraz czarnego szlaku turystycznego do rezerwatu przyrody Dalejów. Przez miasto przechodzi zielony szlak turystyczny Skarżysko Zachodnie – Wykus oraz czarny szlak rowerowy ze Skarżyska-Kamiennej do Mostek. Przez lasy suchedniowskie wiedzie zaś szlak konny „Burzący stok”.
Oprócz tego po mieście prowadzi ścieżka dydaktyczna, śladami Gustawa Herlinga-Grudzińskiego.
Na terenie gminy Suchedniów znajdują się dwa zbiorniki wodne oraz ośrodek rekreacji. Istnieje też kilka gospodarstw agroturystycznych.
W mieście działa klub piłki nożnej, Orlicz Suchedniów, założony w 1924 roku.

## Środowisko naturalne
Suchedniów leży pośród lasów Puszczy Świętokrzyskiej. W obrębie tych lasów znajdują się dwa parki krajobrazowe: od zachodu Suchedniowsko-Oblęgorski, a od wschodu Sieradowicki. W lasach nadleśnictwa i w jego okolicach znajduje się wiele ciekawych miejsc: rezerwatów przyrody, użytków ekologicznych i źródeł.
W lasach dominuje sosna (60–70%). Rosną tu także: dąb, świerk, jawor i brzoza. Bogate jest tu runo leśne, występują jagody i jeżyny.
W pobliskim kamieniołomie Kopulak odkryto tropy płazów i gadów żyjących w okresie triasu, m.in. archozaurów, czyli pierwotnych gadów z których wyewoluowały dinozaury. Występują tu także skamieniałości śladowe bezkręgowców oraz szczątki roślinne.

### Obiekty przyrodnicze w okolicach Suchedniowa

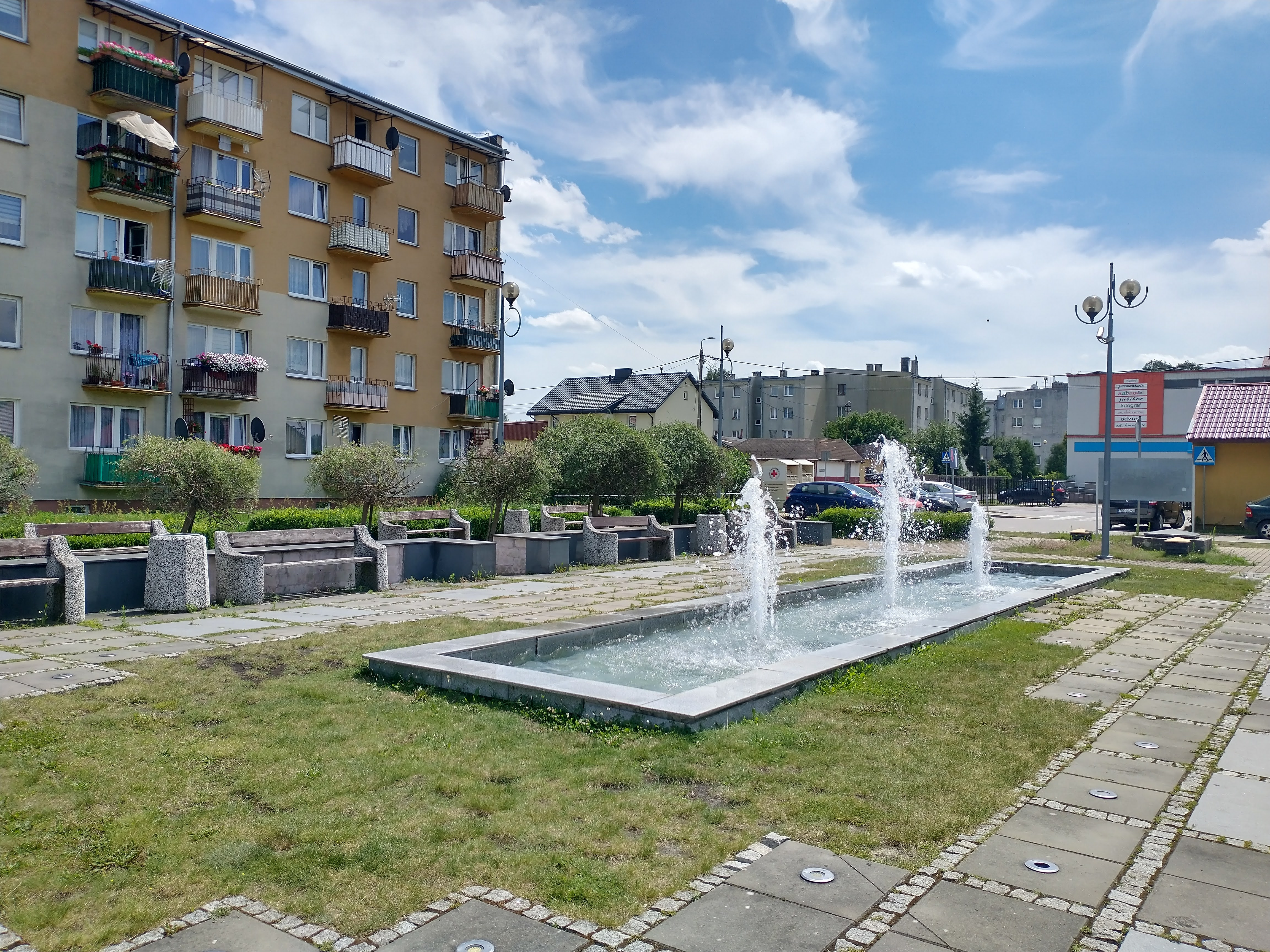
Plac przed Urzędem Miasta

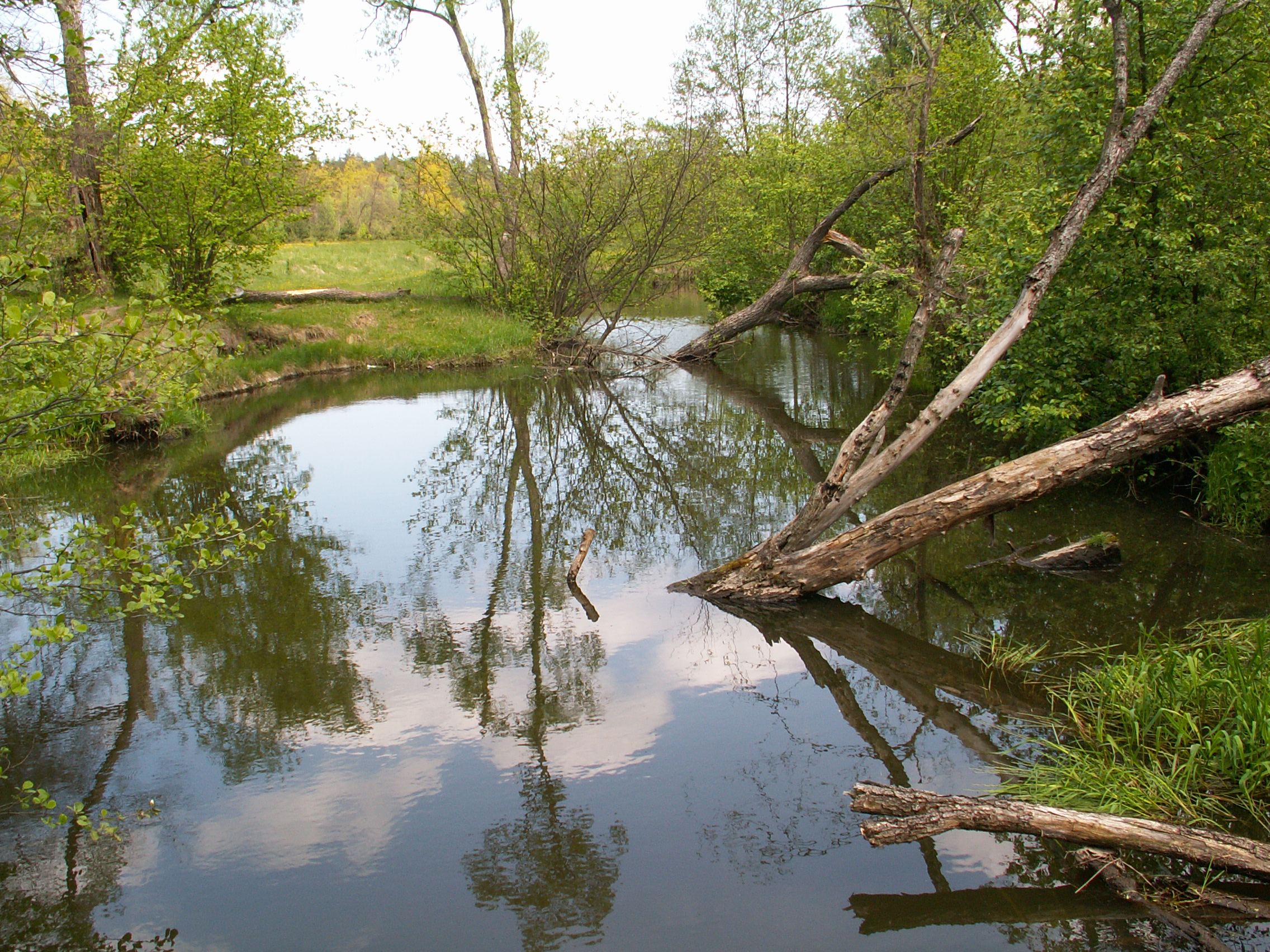
Rzeka Kamionka koło Suchedniowa

- Rezerwat przyrody Kamień Michniowski – wzniesienie ok. 430 m n.p.m. Można tu zobaczyć wychodnie piaskowców dolnodewońskich. Oprócz tego występuje tu las mieszany o cechach puszczańskich.
- Rezerwat przyrody Dalejów, gdzie można zobaczyć wielogatunkowe drzewostany o charakterze naturalnym, na które składają się głównie jodły i modrzewie polskie w wieku 80–150 lat. W sąsiedztwie rezerwatu znajduje się mogiła Władysława Wasilewskiego ps. „Oset”, poległego w walce z Niemcami 6 sierpnia 1943 r.
- Rezerwat przyrody Świnia Góra, chroniący puszczański las mieszany, charakterystyczny dla Puszczy Świętokrzyskiej. Oprócz tego ulokowane są tu pozostałości górnictwa (nasyp kolei wąskotorowej i szyby górnicze) oraz użytek ekologiczny Bagno.
- Rezerwat przyrody Bliżyn - Kopalnia Ludwik, chroniący zbliżone do naturalnych lasy jodłowe oraz bukowe, wraz z historycznymi stanowiskami wydobycia rudy żelaza.
- Źródło Burzący Stok, także na trasie szlaku niebieskiego.
- Kilka pomników przyrody w tym Dąb Poziomskiego w Suchedniowie, czy też dąb między Suchedniowem a Michniowem.
- Malownicze doliny rzek: Kamionki, Łosiennicy oraz Żarnówki.

## Historia

### Starożytność
Suchedniów leży na terenach dawnego Staropolskiego Okręgu Przemysłowego, którego początki sięgają II wieku p.n.e. O tym, że w starożytności wytapiano tu żelazo, w prymitywnych piecach – dymarkach, świadczą pozostałości żużlu posiadającego znaczny procent żelaza.

### Początki osady
Pierwsza wzmianka o Suchedniowie w źródłach historycznych pochodzi z roku 1224, wymienia ją Kodeks Małopolski w kontekście pobytu Leszka Białego na wiecu w Suchedniowie w tymże roku, na którym książę wydaje przywilej odłowu bobrów na rzece Czarna dla Iwoni in propiquo wsi Sobków. Kolejna wzmianka o Suchedniowie pochodzi z 1510 r. Mówi ona o trzech kuźnicach: Alberta Berezy (ulica Berezów, dawniej wieś), Andrissa (wieś Jędrów, obecnie ul. Koszykowa) oraz Stanisława Suchini (wieś Suchiniów, centrum dawnej osady). Nazwa Suchiniów przekształciła się w Suchedniów.

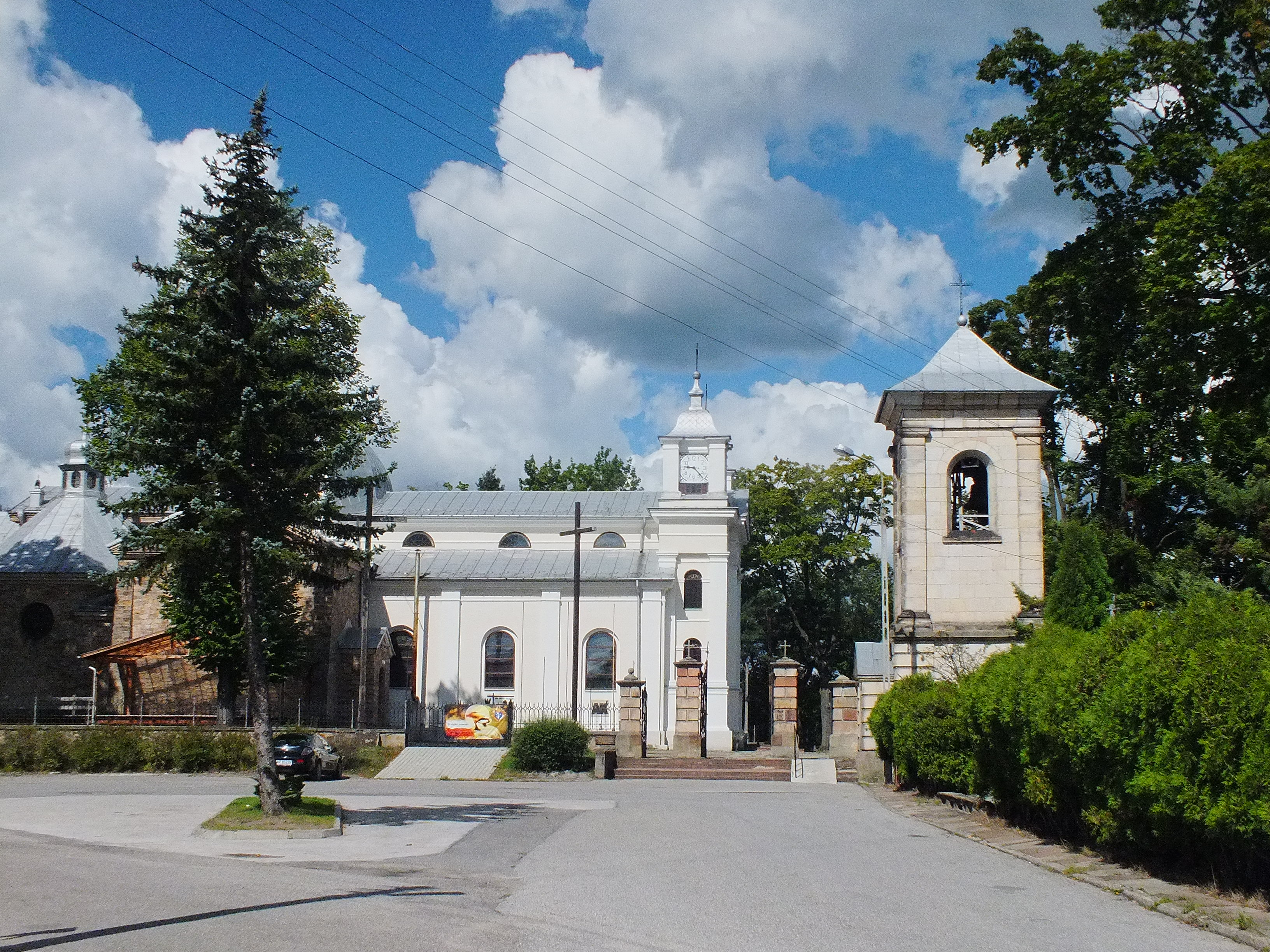
Kościół par. pw. św. Andrzeja Apostoła (1758, 1852, 1912-1921)

Osada była własnością biskupów krakowskich, którzy rozwijali tu przemysł. Miejscowość należała do ważnych ośrodków przemysłowych Zagłębia Staropolskiego. Do powstania Suchedniowa i pobliskich miejscowości przyczyniło się utworzenie traktu krakowskiego, który wiódł przez Miechów, Jędrzejów, Chęciny, Kielce, Łączną, Suchedniów, Skarżysko, Radom i Białobrzegi. Trakt ten powstał na skutek przeniesienia stolicy z Krakowa do Warszawy w 1596 r. Spowodował przy tym wycinkę lasów, zakładanie gospodarstw, spiętrzanie wody w rzekach, tworzenie osad i gmin. Utwardzono go w połowie XIX w., pod zaborem rosyjskim, dla potrzeb wojska i pocztowych kurierek.

W XVII wieku na terenach Suchedniowa było już 7 kuźnic: Błoto, Berezów, Andryszów, Suchiniów, Baltazarek, Ogonów i Ostojów.

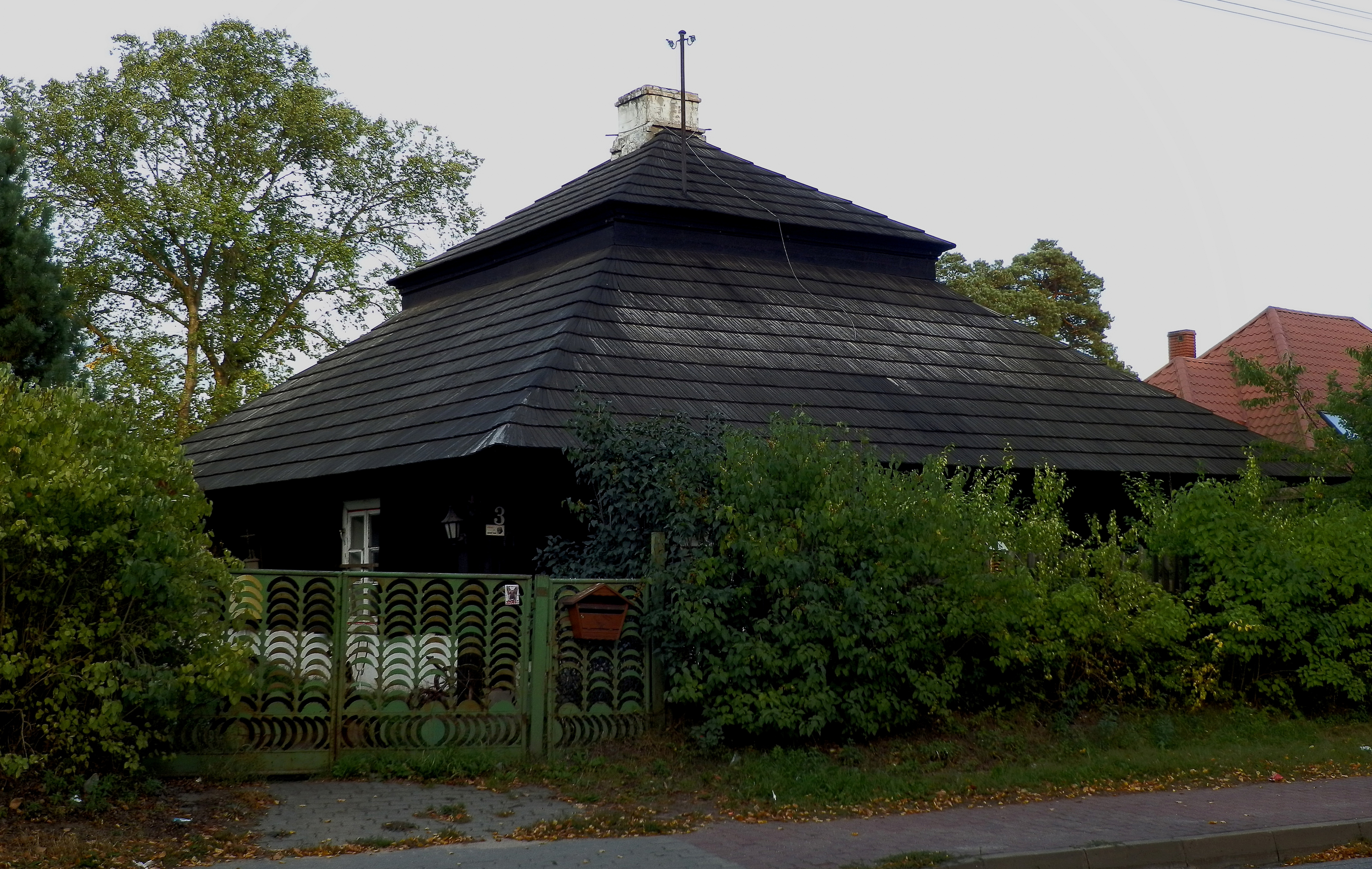
Dworek "Kałamarzyk" z I połowy XIX wieku przy ulicy Berezów

### Czasy świetności
W XVIII wieku przemysł w Suchedniowie dalej się rozwijał. Suchedniów stał się ośrodkiem przemysłu żelaznego. W miejscowości znajdowała się blacharnia blachy czarnej produkująca również blachę ocynkowaną. Do rozwoju osady przyczynił się w tym czasie biskup Andrzej Stanisław Załuski, zakładając wielkie piece, fryszerki i blacharnie, a w 1758 r. wznosząc kaplicę murowaną, krytą gontem, z trzema złoconymi ołtarzami.
Działał tu także Stanisław Staszic, rozwijając górnictwo. Opracował on plan urbanistyczny nowego Suchedniowa. Na początku XIX wieku władze carskie umieściły tu zarząd górnictwa całego okręgu przemysłowego. Rozdzielono go potem na dwa okręgi: Zachodni z siedzibą w Dąbrowej Górniczej i Wschodni z siedzibą w Suchedniowie. O tym jak ważna była to osada przemysłowa świadczy to, że np. działał tu jeden z trzech w kraju pieców do przetapiania i uszlachetniania żelaza, czy też jedyne w Polsce blachownie: w Parszowie i w Mostkach.
W czasach Królestwa Kongresowego Suchedniów był ważnym ośrodkiem przemysłu zbrojeniowego na ziemiach polskich, w którym produkowano karabiny, lance, kosy i piki oraz odlewano granaty i walce spiżowe do wyrobu dział.

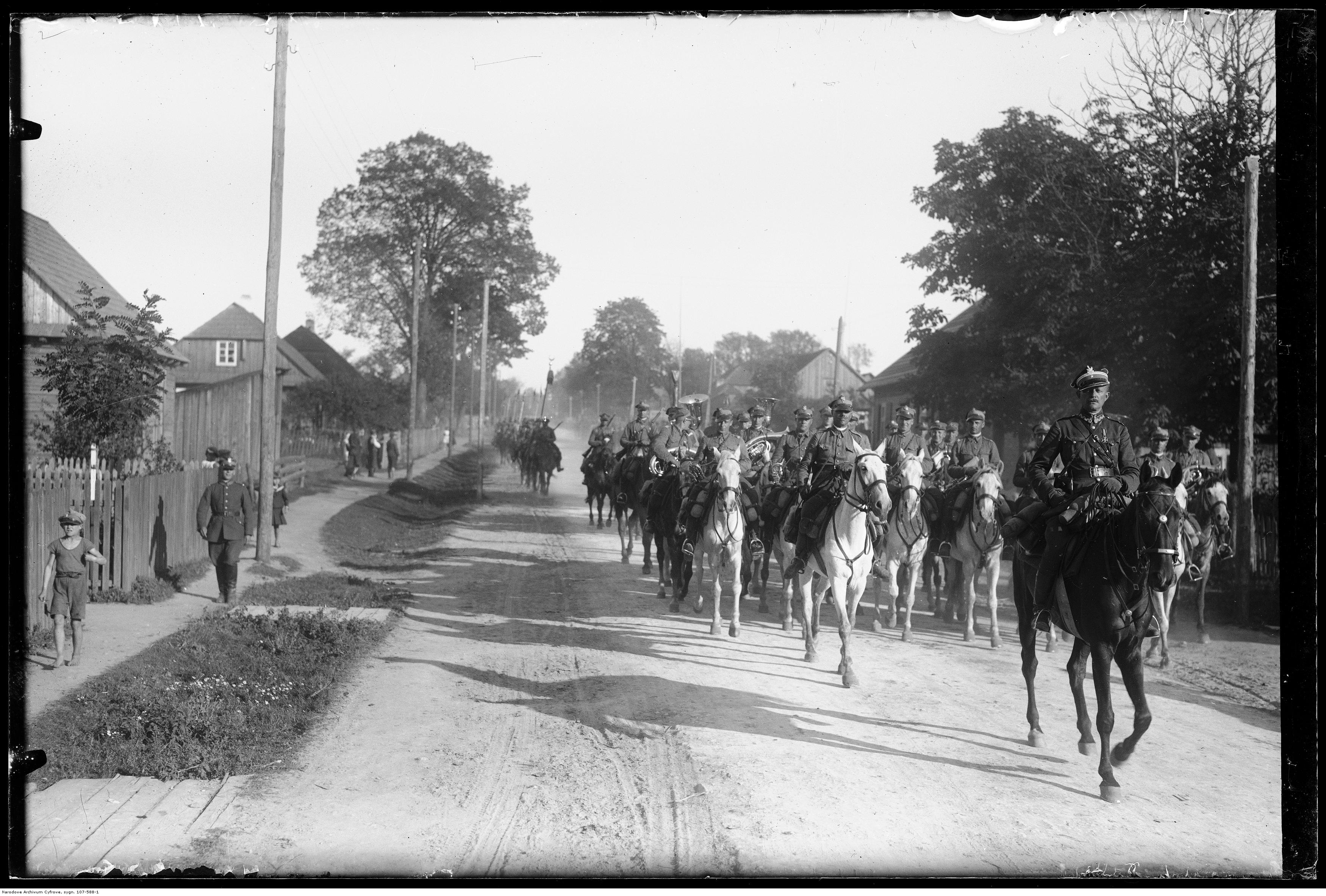
Marsz 1 Pułku Strzelców Konnych do Krakowa - pobyt w Suchedniowie

### Od powstania styczniowego do 1918 r.
Mieszkańcy Suchedniowa brali czynny udział w powstaniu styczniowym. Utworzono tu oddział liczący ok. 400 ludzi, głównie robotników i urzędników. Dowodzili nim bracia Dawidowicze. Uderzyli oni z Suchedniowa na Bodzentyn, gdzie stacjonowała rota piechoty rosyjskiej.
W okolicach Suchedniowa bitwy toczył Marian Langiewicz. 2 lutego 1863 oddział Langiewicza pod dowództwem Dawidowicza uderzył na posterunek rosyjski dowodzony przez por. Krupskiego. Zabarykadowany w kuźni na skraju miasta Krupski otrzymał pomoc, przez co atak powstańców został odparty. Wziął do niewoli dwóch powstańców, przy czym obu kazał natychmiast powiesić a miasto podpalił.
W 1906 r. bojówka PPS dokonała udanego ataku na kwatery rosyjskich żandarmów w Suchedniowie. Żandarmów rozbrojono.
Na początku XX wieku zarząd górnictwa został zlikwidowany i przeniesiony do Warszawy. W tym samym czasie do osady przybył Ludwik Sztarke, który na ruinach kuźnicy Baltazarek założył nowoczesną odlewnię żelaza.

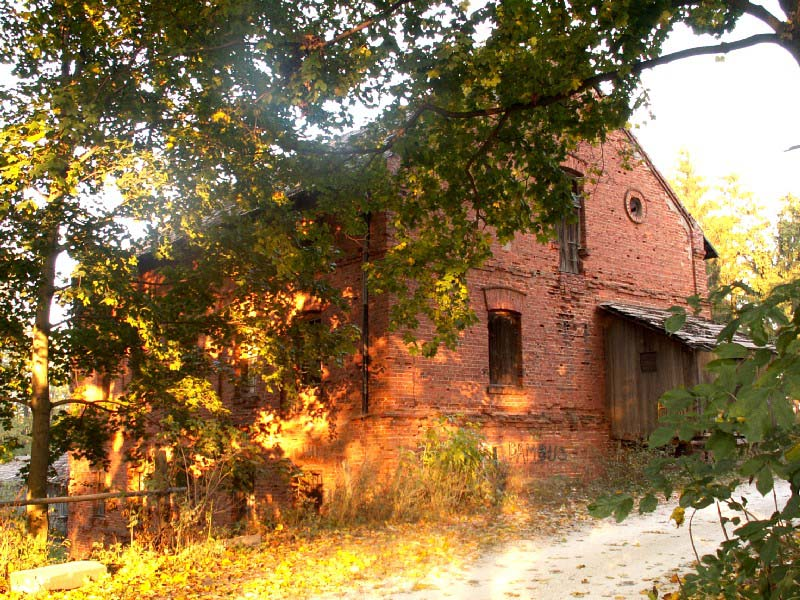
Ruiny XIX-wiecznego młyna wodnego nad rzeką Kamionką w Jędrowie

### Dwudziestolecie międzywojenne
W 1918 r. Suchedniów był niewielką osadą. Przez dwa lata od 1918 r. trwała tu epidemia tyfusu. Zmarłych chowano wtedy na łąkach, w lesie lub w lasku Berezowskim.

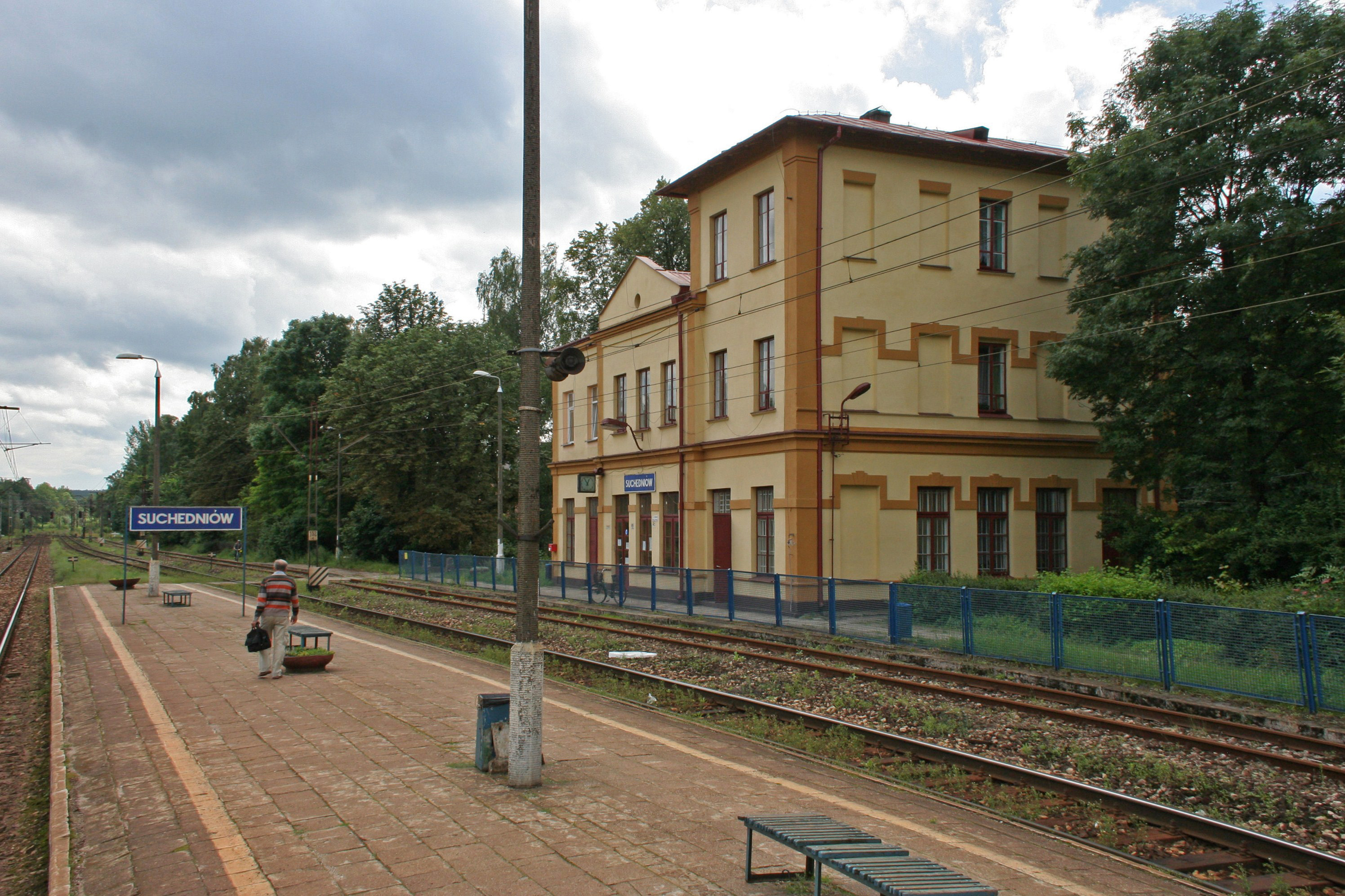
Zabytkowy budynek stacji kolejowej w Suchedniowie z XIX wieku

Na terenie osady znajdowały się następujące ulice: Słowackiego, Mickiewicza, Polna, Spokojna, Bodzentyńska, Pasternik, Dolna, Jasna, Kościuszki, Kościelna, Kielecka, Ogrodowa, Handlowa i Nowa. Do gminy Suchedniów należały wsie: Błoto, Kruk, Wierzbka, Stokowiec, Jędrów, Kleszczyny, Baranów, Berezów, Bugaj. W centrum osady istniało wiele sklepików i warsztatów rzemieślniczych. Dawniej były najczęściej własnością Żydów, dość licznie tu zamieszkujących. Mieli tu swoją synagogę, a dom rabina mieścił się przy ulicy Mickiewicza. W 1925 r. próbowali bez powodzenia założyć własną gminę wyznaniową, a na początku lat 30. bezskutecznie starali się o założenie cmentarza.
W Suchedniowie kwitła kultura. W 1926 r. powstała pierwsza szkoła siedmioklasowa, następnie wybudowano szkołę na Ostojowie, w 1933 r., a na Pasterniku w 1937 r. Wcześniej istniały szkoły pięcioklasowe oraz dwuklasowe. Znajdowała się tu również szkoła zawodowa, jednakże większość młodzieży uczęszczała do szkół w Kielcach i w Skarżysku. W 1928 r. powstał teatr amatorski, a w 1926 r. biblioteka publiczna. W Suchedniowie działały stowarzyszenia zrzeszające tutejszą inteligencję. W 1937 r. powstało nowoczesne boisko sportowe, 400-metrowa bieżnia, boiska do siatkówki, skocznie i trybuny. Od 1931 r. działał klub sportowy „Strzelec”.
Zdrowiem opiekował się dr Witold Poziomski, który zorganizował w tym okresie niewielki szpital. W 1938 r. droga nr 7 dostała nawierzchnię asfaltową. Suchedniów rozwijał się również jako miejscowość turystyczna. Planowano tu założyć uzdrowisko. Powstały liczne pensjonaty. Suchedniów był szeroko znany w całej Polsce jako miejscowość letniskowa.
Wśród mieszkańców miejscowości dużą popularność miała Polska Partia Socjalistyczna; w wyborach w 1928 r. zdobyła tu ona 66% głosów.

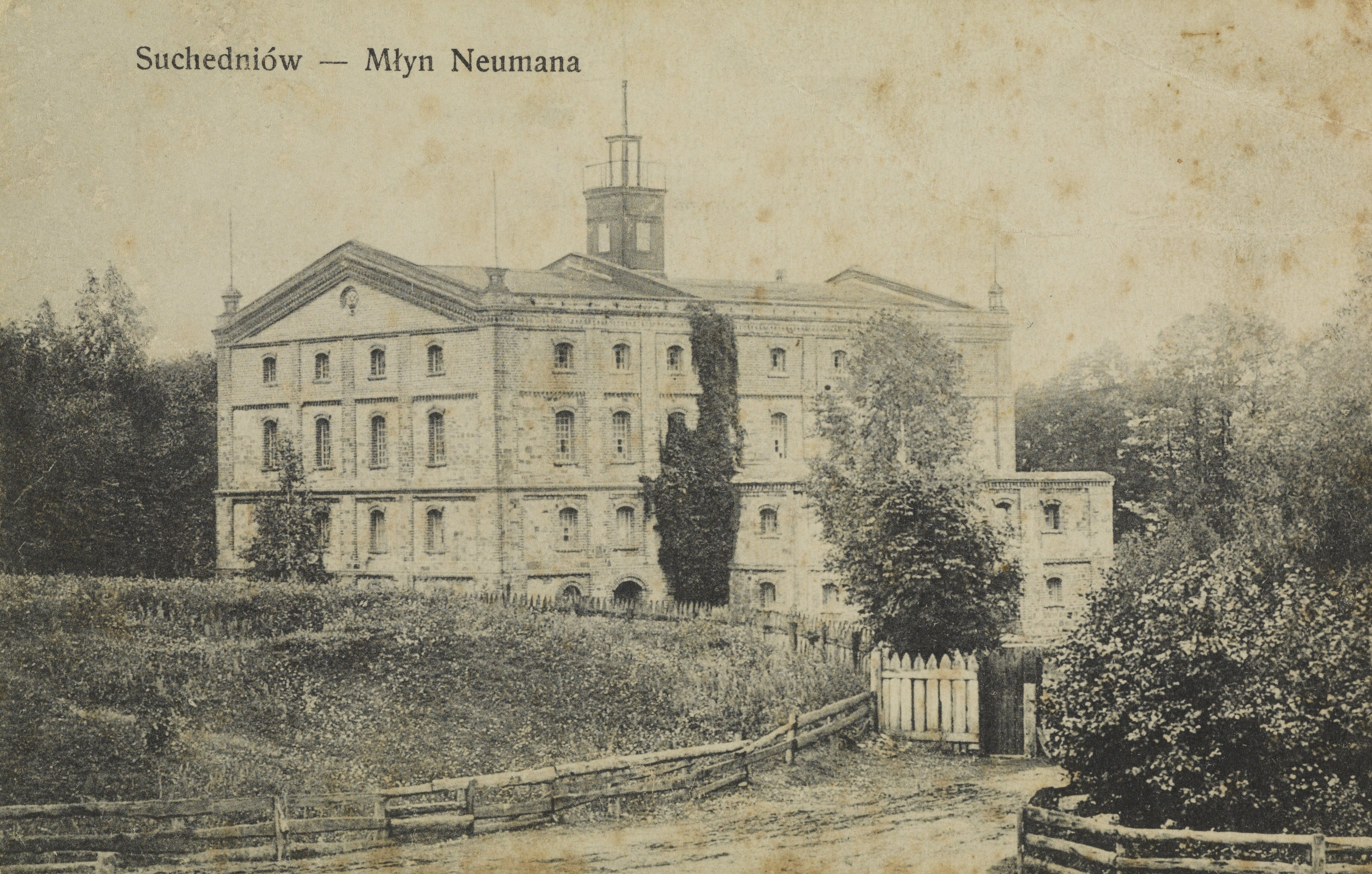
Suchedniów – Młyn Neumana 1909

### II wojna światowa
Po wybuchu II wojny światowej już w 1939 r. organizowano tu konspirację. Przez osadę przechodził oddział mjr. Henryka Dobrzańskiego „Hubala”, który zatrzymał się na pewien czas w gajówce Kruk. W lasach działały oddziały partyzanckie AK „Ponurego”, „Nurta” i „Szarego”. Dokonywały one licznych akcji. W fabryce Tańskich zorganizowano potajemną produkcję pistoletów maszynowych „Sten” dla tych oddziałów. W odwecie za pomoc partyzantom Niemcy dokonywali licznych zbrodni. Miały tu miejsce masowe egzekucje (16 ludzi w Klonowie, egzekucja nad Zalewem Suchedniowskim). Największą zbrodnią była pacyfikacja i spalenie Michniowa oraz zamordowanie 203 jego mieszkańców. Podczas okupacji hitlerowskiej, wiosną 1941 roku Niemcy utworzyli getto dla żydowskich mieszkańców. Przebywało w nim około 5 tys. Żydów z Suchedniowa oraz okolicznych miejscowości. 21 września 1942 zostali wywiezieni do obozu zagłady Treblinka II i tam zamordowani.
W sierpniu 1944 r. pod Suchedniowem w pobliżu wsi Kaczka doszło do mordu dokonanego przez oddział AK na grupie ukrywających się w lesie siekierzyńskim uciekinierów z getta w Skarżysku-Kamiennej. Zamordowano kilkadziesiąt osób (od 30 do 50, w tym kilka nieletnich dziewcząt). Zabójcy należeli do oddziału „Barwy Białe” dowodzonego przez por. Kazimierza Olchowika ps. „Zawisza” wchodzącego w skład 2 pułku piechoty Legionów Armii Krajowej.

### Po wojnie
Po II wojnie światowej, w czasach PRL Suchedniów zaczął prężnie się rozwijać. W 1962 r. Suchedniów uzyskał prawa miejskie. Powstał ośrodek kultury. Rozwijała się infrastruktura, powstały nowe nawierzchnie asfaltowe, oczyszczalnie ścieków i wodociągi. Powstała wytwórnia wyrobów kamionkowych, kwasoodpornych i kanalizacyjnych oraz Fabryka Urządzeń Transportowych (FUT).

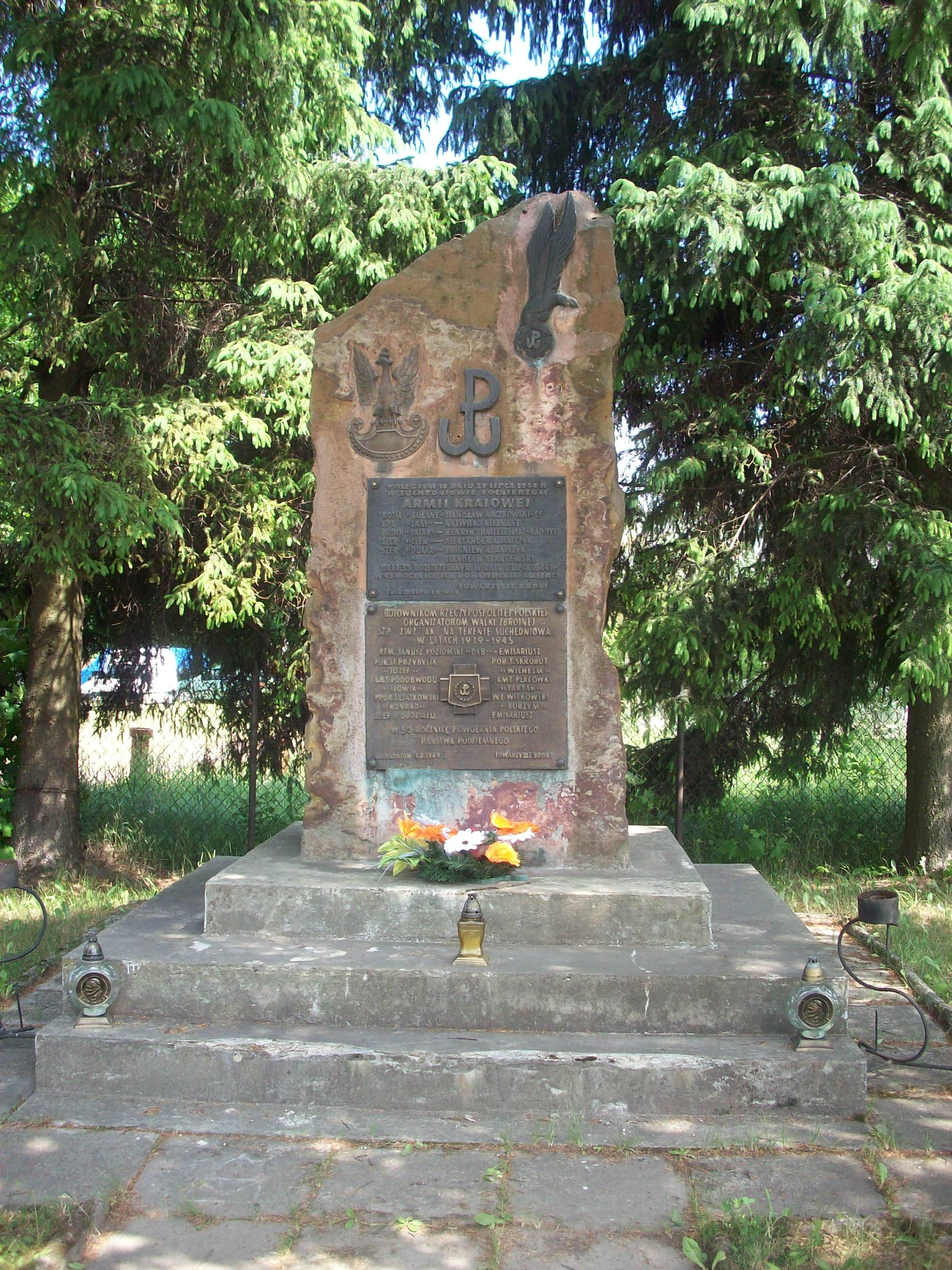
Pomnik poległych w czasie II wojny światowej, ul. Bodzentyńska

9 czerwca 1985 roku miasto zostało odznaczona Orderem Krzyża Grunwaldu III klasy.
Na początku XXI wieku upadł największy w mieście zakład przemysłowy, Fabryka Urządzeń Transportowych (FUT) Suchedniów, który produkował wózki widłowe marki RAK. Zwolnienie ponad 600 pracowników spowodowało gwałtowny wzrost stopy bezrobocia i zahamowało rozwój miasta.

## Demografia

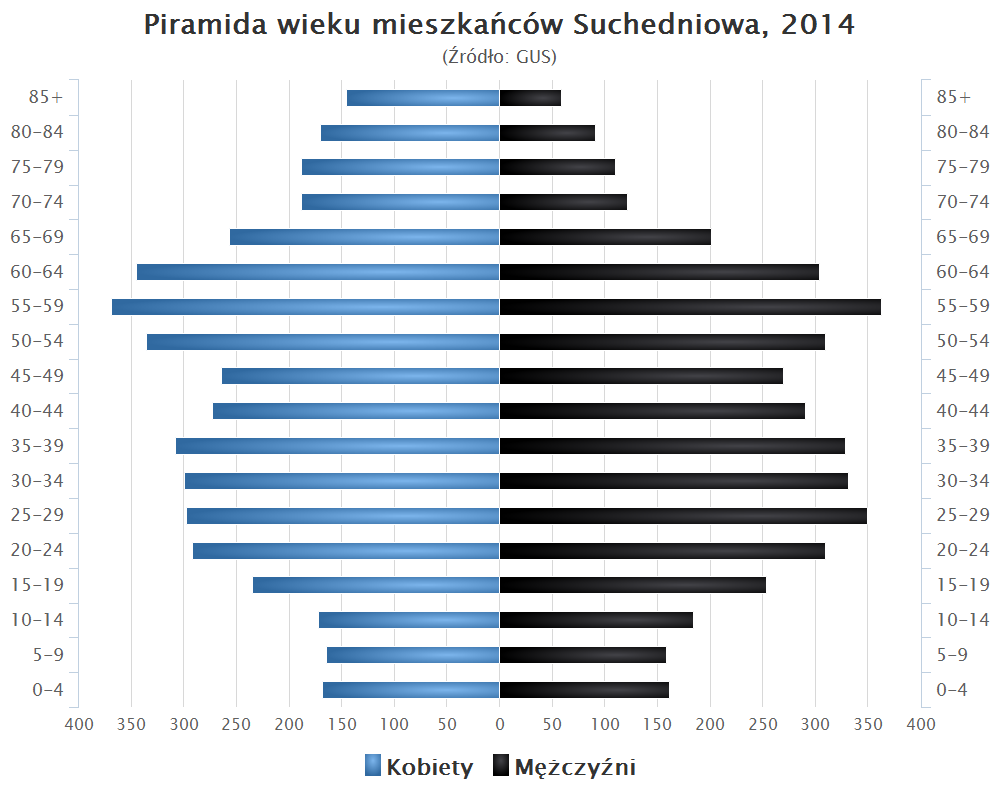
Piramida wieku mieszkańców Suchedniowa w 2014 roku

## Zabytki

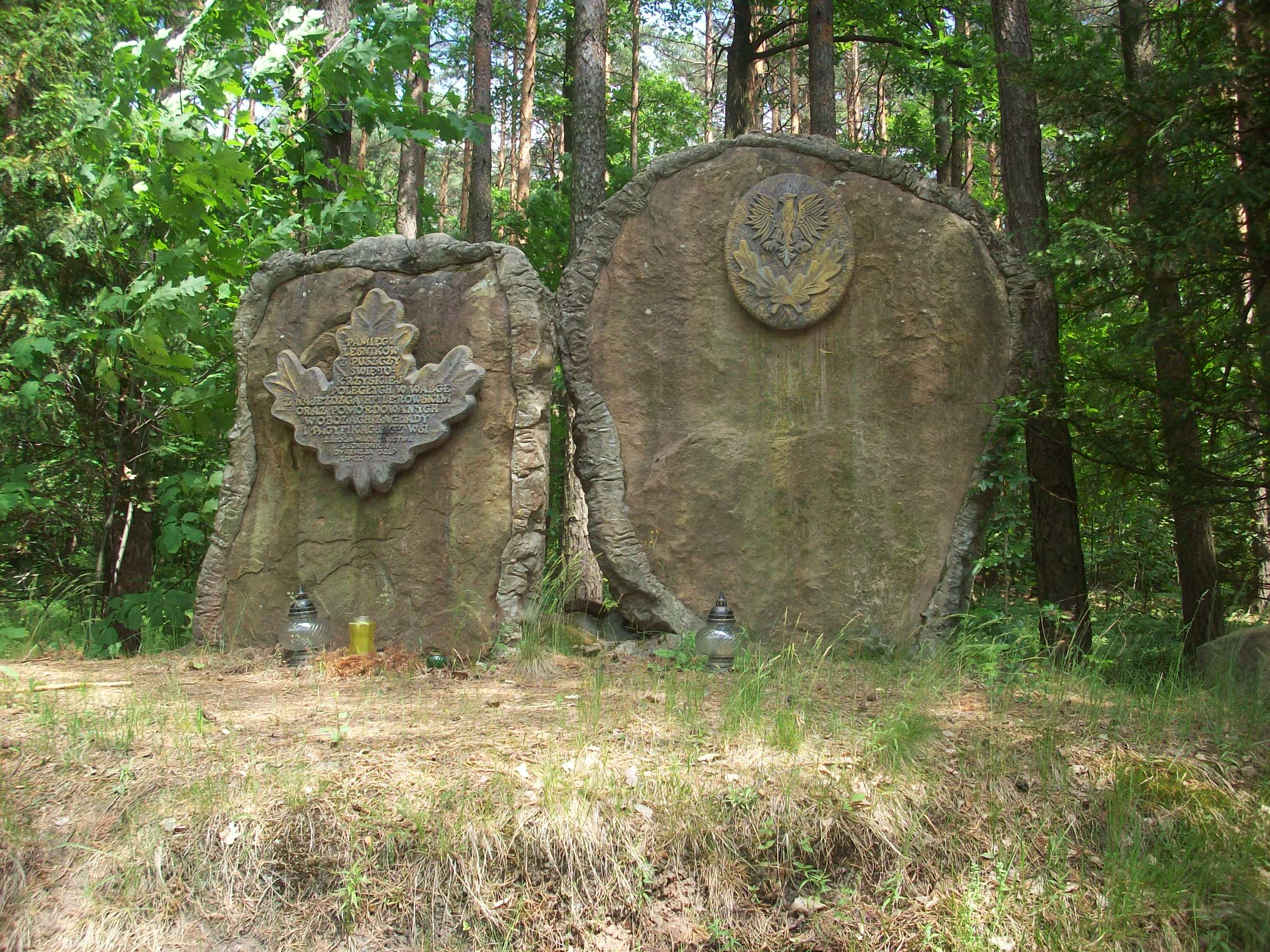
Pomnik poświęcony polskim leśnikom

- Kościół pw. św. Andrzeja Apostoła, wzniesiony w 1758 r. z fundacji biskupa Andrzeja Załuskiego, rozbudowany w 1852 r.; posiada ołtarz wczesnobarokowy; znajduje się tu sztandar z okresu powstania styczniowego. Siedziba parafii.
- Cmentarz z 1830 r. z ponad 60 zabytkowymi nagrobkami górników, urzędników i powstańców styczniowych.
- Dworek stylowy kryty gontem, kwadratowy tzw. Kałamarzyk z XIX wieku - został przeniesiony do Muzeum Wsi Kieleckiej w Tokarni
- Szereg domów urzędniczych – dworków z XIX wieku.
- Dworek na ul. Jasnej z XIX wieku.
- Budynek zarządu Okręgu Wschodniego Przemysłowego.
- Miejsce pamięci nad Zalewem Suchedniowskim upamiętniające ludzi rozstrzelanych tam przez Niemców.
- Kapliczka z okresu powstania styczniowego.
- Miejsce pamięci przy ulicy Bodzentyńskiej, upamiętniające powstańców styczniowych.
- Obeliski – miejsca pamięci z okresu II wojny światowej
- Pomnik poświęcony polskim leśnikom poległym w czasie II wojny światowej, między Suchedniowem a Michniowem.
- Stacja kolejowa z XIX wieku.
- Dworek modrzewiowy im. Plucińskiego przy ul. Placowej 20 zbudowany w 1937 r.

## Burmistrzowie Suchedniowa
- Jerzy Żmijewski (1990-1994)
- Maria Zuba (1994-1997)
- Piotr Gajda (1997-1998)
- Tadeusz Bałchanowski (1998-2014)
- Cezary Błach (2014-2024)
- Dariusz Miernik (od 2024)